# Mine Games
Mine Games, también conocida como The Evil Within, es una película estadounidense de suspenso psicológico y viajes en el tiempo de 2012, dirigida por Richard Gray y escrita por Michele Davis-Gray, Ross McQueen y Richard Gray. Está protagonizada por Joseph Cross, Briana Evigan, Rafi Gavron y Julianna Guill. La película tuvo su estreno mundial en el Festival Internacional de Cine de Melbourne el 16 de agosto de 2012.

## Sinopsis
Un grupo de jóvenes amigos realizan un curioso descubrimiento al interior de una mina abandonada en medio del bosque donde fueron a pasar unas vacaciones. Algo no sale bien, y cuanto más tratan de corregirlo, más sellan su destino.

## Reparto
- Joseph Cross como Michael
- Briana Evigan como Lyla
- Ethan Peck como Guy
- Julianna Guill como Claire
- Rafi Gavron como Lex
- Alex Meraz como TJ
- Rebecca Da Costa como Rose

## Argumento
Una camioneta llega a una gasolinera, donde un periódico cercano anuncia una "niña no identificada encontrada muerta en el bosque". La camioneta pertenece a un grupo de siete amigos: Michael, Lyla, TJ, Claire, Lex, Rose y Guy, que viajan a la cabaña de un amigo en común en el bosque para pasar unas vacaciones. Michael (Joseph Cross), que conduce, se pierde en la oscuridad y se desvía para evitar una figura humana que saluda en la carretera. La camioneta choca, lo que los obliga a viajar a pie. Llegan a una cabaña bien amueblada donde Rose (Rebecca Da Costa) encuentra una nota escrita que le dice a "TJ, Lex, Claire" que los espere allí, por lo que asumen que ésta es la casa.
El grupo se divierte en la cómoda cabaña, con la excepción de Michael, que se duerme temprano y tiene pesadillas. A la mañana siguiente, TJ (Alex Meraz) descubre una mina abandonada cerca y lleva al grupo adentro para explorar. TJ y Guy (Ethan Peck), como broma, encierran a Michael brevemente dentro de una celda cerrada, lo que le provoca pánico. Rose, que es psíquica, está inquieta por la mina y, en un momento, siente que alguien la agarra de la pierna, aunque no puede ser una de sus amigas.
Michael y su novia Lyla (Briana Evigan) regresan a la camioneta para recoger la medicación antipsicótica de Michael y confirman que la camioneta no se puede usar. Encuentran sangre en el guardabarros de la camioneta y suponen que golpearon a un animal la noche anterior. Al regresar a la casa, el grupo acuerda colectivamente quedarse un día más para esperar a los dueños de la casa. Durante el día, Rose tiene ataques y visiones de sus amigos en varias etapas de muerte y heridas.
Mientras exploran las minas nuevamente, TJ y Lex (Rafi Gavron) descubren tres cadáveres que parecen idénticos al de ellos y al de Guy. Informan a los demás y el grupo acepta a regañadientes que está ocurriendo algo sobrenatural. TJ y Lex regresan a la mina en busca de respuestas y encuentran a Claire (Julianna Guill) traumatizada encerrada dentro de una celda; ella afirma que es obra de Michael. TJ y Lex se niegan a salvarla, sabiendo que "su" Claire todavía está en la casa, una decisión que Claire más tarde apoya. A pesar de las protestas de Lyla, los demás debaten si Michael necesita ser encerrado durante la noche para su protección. Enervados por su aceptación pasiva de su destino, lo ponen dentro de una de las celdas de la mina.
Michael escapa de la celda, lo que lleva a una persecución dentro de las minas, durante la cual Michael causa la muerte de TJ y Lex y encierra a Claire dentro de una celda, donde conoce a la versión alternativa de sí misma. Dentro de la casa, Rose sucumbe al envenenamiento y muere. Guy y Lyla acuerdan huir, dejando atrás en la casa una nota escrita para que "TJ, Lex, Claire" los espere allí. Al llegar a la carretera principal, Guy intenta detener a una camioneta que se aproxima, lo que hace que se desvíe y golpee a Lyla. Guy reconoce a los ocupantes de la camioneta como "ellos" de la noche anterior y se da cuenta de que están dentro de un fenómeno de retrocausalidad. Promete a Lyla, gravemente herida, que romperá el ciclo.
Guy se apresura a regresar a la casa para advertir a los demás, pero Michael lo detiene y lo mata. Michael continúa el ciclo advirtiendo a su yo pasado que sus amigos intentarán matarlo, y que cuando lo encierren dentro de una celda por segunda vez, tiene que defenderse. Michael le da a su yo pasado la llave de la celda y obliga a su yo pasado a quemar su medicación antipsicótica.
El ciclo se reinicia cuando la camioneta del grupo llega a la estación de servicio al comienzo de la película. Sin embargo, esta vez Lyla del ciclo anterior todavía está viva, y cojea hacia su contraparte con la esperanza de advertirle y romper el ciclo.

## Producción
La historia original fue escrita por Ross McQueen y se desarrolló en Australia. El director Richard Gray, que vivía en Australia en ese momento, trabajó con McQueen para adaptarlo a un entorno en los EE. UU. Gray dijo que estaba más influenciado por El señor de las moscas que por las películas de terror. En julio de 2011, Joseph Cross y Ethan Peck se unieron al elenco, y se informó que la película comenzaría a rodarse. La película se rodó en Ape Cave en el Bosque Nacional Gifford Pinchot y en lugares fuera de Seattle, Washington. Entró en posproducción en Los Ángeles, California, para un lanzamiento anticipado en 2012. El equipo de filmación estaba formado por una mezcla de australianos y estadounidenses, y el proyecto se rodó con la cámara Red Epic.

## Lanzamiento
La película se estrenó en agosto de 2012 en el Festival Internacional de Cine de Melbourne. Aunque originalmente estaba programada para ser lanzada en mayo de 2014 en los EE. UU., se cambió el nombre a The Evil Within, se renombró de nuevo a Mine Games y se retrasó hasta septiembre de 2014. El retraso se debió en parte a que se volvió a filmar el final de la película.

## Recepción
Kwenton Bellette de Twitch Film escribió «Con una narrativa de suspenso de terror sobre viajes en el tiempo tan genial que se anunció, Mine Games, lamentablemente, no es más que una versión pobremente refinada de la película maestra Los cronocrímenes o incluso de Triangle, producida por Australia». Patrick Cooper de Bloody Disgusting lo calificó con 1.5 de 5 estrellas y escribió: «Los bucles de tiempo se han hecho mejor antes (incluso magistrales, en el caso de Los Cronocrímenes). Mine Games desperdicia el concepto perpetuamente interesante y ofrece emociones planas y personajes flácidos». Debi Moore de Dread Central la calificó con 3 de 5 estrellas y escribió que la película comienza de manera predecible pero presenta «una serie alucinante de giros y vueltas» que la hacen recomendable.